# Temperatuurprofiel
Een temperatuurprofiel is het beeld van het verloop van de temperatuur door meerdere metingen te verrichten met bepaalde tussenpozen.
Een dergelijk profiel wordt bijvoorbeeld in productieprocessen gebruikt om een gewenst temperatuurverloop vast te leggen. Het registreren van het temperatuurprofiel gebeurt met een temperatuurrecorder.
Bij het afkoelen van staal bepaalt het temperatuurprofiel de structuur. Dit is in het TTT-diagram weergegeven.